# Martin Moszkowicz
Martin Moszkowicz (né en 1958) est un producteur de films allemand et président du comité de direction de Constantin Film.

## Biographie
Moszkowicz étudie à l'université Louis-et-Maximilien de Munich jusqu'en 1980. Il travaille ensuite en tant que directeur de production, producteur exécutif et producteur sur de nombreuses productions cinématographiques dans le monde entier. En 1985, il est producteur et directeur général de M P Film GmbH à Munich. En 1991, il travaille comme producteur chez Constantin Film et de 1996 jusqu'à l'introduction en bourse en 1999 en tant que directeur général.
Martin Moszkowicz est le fils du réalisateur Imo Moszkowicz (de). Depuis 1999, il est le compagnon de la réalisatrice Doris Dörrie.

## Filmographie

### Acteur
- 1984 : Der Havarist

### Producteur

#### Cinéma
- 1982 : Der Fan
- 1983 : Das Gold der Liebe
- 1983 : Inflation im Paradies
- 1984 : Annas Mutter
- 1984 : Danger - Keine Zeit zum Sterben
- 1984 : Der Havarist
- 1984 : Ein irres Feeling
- 1985 : Alpha City
- 1985 : Die Küken kommen
- 1985 : Orfeo
- 1987 : Hatschipuh
- 1988 : Le Piège de Vénus (de)
- 1988 : Red Roses, Call for a Girl
- 1990 : Rosamunde
- 1991 : Manta, Manta
- 1992 : Ein Fall für TKKG: Drachenauge
- 1992 : Les Vaisseaux du cœur
- 1993 : Body
- 1993 : La Maison aux esprits
- 1993 : Mr. Bluesman
- 1993 : The Cement Garden
- 1994 : Les Nouveaux Mecs
- 1994 : Voll normaaal
- 1996 : Das Superweib
- 1997 : Babes' Petrol
- 1997 : Ballermann 6
- 1997 : Prince Valiant
- 1997 : Smilla
- 1998 : Am I Beautiful?
- 1998 : Der Campus
- 1998 : Le Détonateur
- 1999 : The Devil and Ms. D
- 2000 : Ants in the Pants
- 2000 : Erkan & Stefan
- 2000 : Schule
- 2000 : The Calling
- 2000 : Time Share
- 2001 : Girls & Sex
- 2001 : Nowhere in Africa
- 2001 : Sass
- 2001 : Thema Nr. 1
- 2002 : Erkan & Stefan gegen die Mächte der Finsternis
- 2002 : Knallharte Jungs
- 2002 : Slap Her... She's French
- 2004 : La Chute
- 2005 : Der Fischer und seine Frau
- 2005 : La Massaï blanche
- 2006 : DOA: Dead or Alive
- 2006 : Der Räuber Hotzenplotz
- 2006 : Hui Buh : Le Fantôme du château
- 2006 : Le Parfum, histoire d'un meurtrier
- 2006 : Les Particules élémentaires
- 2006 : Schwere Jungs
- 2007 : Herr Bello
- 2007 : Kein Bund fürs Leben
- 2007 : Neues vom Wixxer
- 2007 : Pornorama
- 2007 : Pourquoi les hommes n'écoutent jamais rien et pourquoi les femmes ne savent pas lire les cartes routières
- 2007 : Resident Evil: Extinction
- 2008 : Une femme à Berlin
- 2008 : Im Winter ein Jahr
- 2008 : La Bande à Baader
- 2008 : La Vague
- 2008 : Le Monde merveilleux de Impy
- 2009 : Die Perlmutterfarbe
- 2009 : Dinosaurier
- 2009 : Effi Briest
- 2009 : La Papesse Jeanne
- 2009 : La Ferme du crime
- 2009 : Le Club des crocodiles
- 2009 : Ma belle-famille en Italie
- 2009 : Männersache
- 2009 : Pandorum
- 2009 : Vic le Viking
- 2010 : Animaux & Cie
- 2010 : Benvenuti al Sud
- 2010 : Mes copines et moi 2
- 2010 : Hier kommt Lola
- 2010 : Les Crocodiles 2
- 2010 : Resident Evil: Afterlife
- 2010 : The Hairdresser
- 2010 : Tiger Team - Der Berg der 1000 Drachen
- 2010 : Zeiten ändern dich
- 2011 : Blutzbrüdaz
- 2011 : Carnage
- 2011 : Die Superbullen - Sie kennen keine Gnade
- 2011 : Francesco und der Papst
- 2011 : Les Trois Mousquetaires
- 2011 : Vic le Viking 2 : Le Marteau de Thor
- 2011 : Werner - Eiskalt!
- 2012 : Agent Ranjid rettet die Welt
- 2012 : Das Hochzeitsvideo
- 2012 : Der Bernd
- 2012 : Glück
- 2012 : Heiter bis wolkig
- 2012 : Resident Evil: Retribution
- 2012 : Türkisch für Anfänger
- 2013 : 3096 jours
- 2013 : Dampfnudelblues
- 2013 : Le Club des 5 en péril
- 2013 : Tarzan
- 2013 : The Mortal Instruments : La Cité des ténèbres
- 2013 : Un prof pas comme les autres
- 2013 : Whisper : Libres comme le vent
- 2014 : Irre sind männlich
- 2014 : Le Club des 5: L'île des pirates
- 2014 : Love, Rosie
- 2014 : Pompéi
- 2014 : The Man Cave
- 2014 : Winterkartoffelknödel
- 2014 : Zones intimes
- 2015 : Bruder vor Luder
- 2015 : Frau Müller muss weg!
- 2015 : Il est de retour
- 2015 : Le Club des cinq et le Secret de la pyramide
- 2015 : Un prof pas comme les autres 2
- 2015 : Whisper 2
- 2016 : Gut zu Vögeln
- 2016 : No Manches Frida
- 2016 : Resident Evil: Chapitre final
- 2016 : Verrückt nach Fixi
- 2017 : Axolotl Overkill
- 2017 : Das Pubertier
- 2017 : Dieses bescheuerte Herz
- 2017 : Un prof pas comme les autres 3
- 2017 : Jugend ohne Gott
- 2017 : Nur Gott kann mich richten
- 2017 : Whisper 3 : La Chevauchée sauvage
- 2017 : Tiger Girl
- 2017 : Tigermilch
- 2017 : Timm Thaler oder das verkaufte Lachen
- 2018 : Die Tollpatsch
- 2018 : Fünf Freunde und das Tal der Dinosaurier
- 2018 : Gorillas
- 2018 : Hagen von Tronje
- 2018 : Verpiss Dich, Schneewittchen
- 2019 : The Silence
- 2020 : Monster Hunter de Paul W. S. Anderson
- 2021 : Détour mortel : La Fondation (Wrong Turn) de Mike P. Nelson
- 2021 : Resident Evil : Bienvenue à Raccoon City (Resident Evil: Welcome to Raccoon City) de Johannes Roberts
- 2024 : In the Lost Lands de Paul W. S. Anderson

#### Télévision
Séries télévisées
- 1999 : Hausmeister Krause - Ordnung muss sein
- 2016 : Shadowhunters
- 2022 : Resident Evil

Téléfilms
- 1980 : Mein Gott, Willi!
- 1996 : A Girl Called Rosemary
- 1996 : Charleys Tante
- 1996 : Die Halbstarken
- 1997 : Es geschah am hellichten Tag
- 1998 : Opernball (de)
- 2001 : L'Affaire Vera Brühne